# Huan Khen Khoo
Huan Khen Khoo (27 marzo 1951) è un allenatore di calcio ed ex calciatore malaysiano, di ruolo attaccante.

## Carriera

### Giocatore
Ha partecipato alle Olimpiadi del 1972, nelle quali non è mai sceso in campo.

### Allenatore
Ha allenato la Nazionale di Hong Kong per due anni; ha inoltre allenato il Sun Hei, formazione della prima divisione di Hong Kong. In seguito nel 2013 è stato commissario tecnico della Selezione delle Isole Marianne Settentrionali.